# Euploea squalida
Euploea squalida är en fjärilsart som beskrevs av Butler 1878. Euploea squalida ingår i släktet Euploea och familjen praktfjärilar. Inga underarter finns listade i Catalogue of Life.